# Czerwone Brygady – Kolumna Walter Alasia
 Czerwone Brygady Kolumna Walter Alasia, (wł.  Brigate Rosse – Colonna Walter Alasia, BR-WA) – włoska organizacja terrorystyczna. 

## Historia
Ugrupowanie powstało w wyniku rozłamu w Czerwonych Brygadach w listopadzie 1980 roku. Nazwa frakcji pochodziła od nazwiska bojownika Czerwonych Brygad zabitego przez policję w 1976 roku. Ostatni atak przeprowadzony przez Kolumnę Walter Alasia miejsce miał w czerwcu 1981 roku.

## Najważniejsze ataki przeprowadzone przez grupę
- 12 listopada 1980 roku dwóch bojówkarzy zabiło kierownika przemysłowego w Mediolanie[1].

- 28 listopada 1980 roku terroryści zabili inżyniera w pobliżu jego domu w Mediolanie[1].

- 17 lutego 1981 roku czterech aktywistów zabiło dyrektora szpitalu. Dyrektor próbował wcześniej ograniczyć wpływy Czerwonych Brygad na swoich pacjentów[1].

- 2 czerwca 1981 roku bojówkarze porwali dyrektora produkcji w fabryce Alfa Romeo w Mediolanie. Zakładnik został wypuszczony 23 lipca tego samego roku[1].

## Liczebność
W 1983 roku 123 osoby były ścigane za udział w formacji.

## Relacje z innymi grupami terrorystycznymi
Rywalem frakcji były Czerwone Brygady – Walcząca Partia Komunistyczna. Organizacje nie atakowały się jednak w fizyczny sposób. Dobre relacje łączyły Kolumnę Walter Alasia z frakcją Czerwone Brygady – Partia Partyzancka.

## Ideologia
Grupa głosiła poglądy rewolucyjno-komunistyczne. Celem Kolumny Walter Alasia było wprowadzenie we Włoszech dyktatury proletariatu.